# Orthobula trinotata
Espèce
Orthobula trinotata est une espèce d'araignées aranéomorphes de la famille des Trachelidae.

## Distribution
Cette espèce est endémique des Philippines.

## Description
Le mâle holotype mesure 2,3 mm.

## Publication originale
- Simon, 1896 : Descriptions d'arachnides nouveaux de la famille des Clubionidae. Annales de la Société Entomologique de Belgique, vol. 40, p. 400-422 (texte intégral).